# 法国网球公开赛男子单打冠军列表
法国网球公开赛男子单打自1891首届便成为法国网球公开赛的比賽项目之一。
僅列出1968公開賽代以後的冠亞軍
| 份   | 冠軍                                        | 亞軍                                            | 比分                                     |
| ---- | ------------------------------------------- | ----------------------------------------------- | ---------------------------------------- |
| 1968 | 肯·罗斯威尔（Ken Rosewall）                             | 罗德·拉沃尔（Rod Laver）                        | 6–3、6–1、2–6、6–2                       |
| 1969 | 罗德·拉沃尔（Rod Laver）                    | 肯·罗斯威尔（Ken Rosewall）                                 | 6–4、6–3、6–4                            |
| 1970 | 扬·科德斯（Jan Kodes）                      | 热利科·弗拉努洛维奇（Zeljko Franulovic）                         | 6–2、6–4、6–0                            |
| 1971 | 扬·科德斯 (2)                               | 伊利耶·纳斯塔塞（Ilie Nastase）                 | 8–6、6–2、2–6、7–5                       |
| 1972 | 安德烈·希梅諾（Andrés Gimeno）                           | 帕特里克·普罗伊西（）                           | 4–6、6–3、6–1、6–1                       |
| 1973 | 伊利耶·纳斯塔塞（Ilie Nastase）             | 尼古拉·皮利奇（Niki Pilic）                               | 6–3、6–3、6–0                            |
| 1974 | 比約恩·博里（Björn Borg）                   | 曼努埃尔·奥兰特斯（Manuel Orantes）                           | 2–6、6–7(1–7)、6–0、6–1、6–1             |
| 1975 | 比約恩·博里 (2)                             | 吉列爾莫·維拉斯（Guillermo Vilas）              | 6–2、6–3、6–4                            |
| 1976 | 阿德里亚诺·帕纳塔（Adriano Panatta）                       | 哈罗德·所罗门（Harold Solomon）                 | 6–1、6–4、4–6、7–6(7–3)                  |
| 1977 | 吉列爾莫·維拉斯（Guillermo Vilas）          | 布赖恩·戈特弗里德（Brian Gottfried）            | 6–0、6–3、6–0                            |
| 1978 | 博里 (3)                                    | 吉列爾莫·維拉斯 (2)                             | 6–1、6–1、6–3                            |
| 1979 | 比約恩·博里 (4)                             | 维克托·佩奇（Víctor Pecci）                                 | 6–3、6–1、6–7(6–8)、6–4                  |
| 1980 | 比約恩·博里 (5)                             | 维塔斯·格鲁莱蒂斯（Vitas Gerulaitis）                           | 6–4、6–1、6–2                            |
| 1981 | 比約恩·博里 (6)                             | 伊万·伦德尔（Ivan Lendl）                       | 6–1、4–6、6–2、3–6、6–1                  |
| 1982 | 马茨·维兰德（Mats Wilander）                | 吉列爾莫·維拉斯 (3)                             | 1–6、7–6(8–6)、6–0、6–4                  |
| 1983 | 雅尼克·诺阿（Yannick Noah）                 | 马茨·维兰德（Mats Wilander）                    | 6–2、7–5、7–6(7–3)                       |
| 1984 | 伊万·伦德尔（Ivan Lendl）                   | 约翰·麦肯罗（John McEnroe）                     | 3–6、2–6、6–4、7–5、7–5                  |
| 1985 | 马茨·维兰德 (2)                             | 伊万·伦德尔 (2)                                 | 3–6、6–4、6–2、6–2                       |
| 1986 | 伊万·伦德尔 (2)                             | 米卡埃尔·佩恩福什                               | 6–3、6–2、6–4                            |
| 1987 | 伊万·伦德尔 (3)                             | 马茨·维兰德 (2)                                 | 7–5、6–2、3–6、7–6(7–3)                  |
| 1988 | 马茨·维兰德 (3)                             | 亨利·勒孔特（Henri Leconte）                                 | 7–5、6–2、6–1                            |
| 1989 | 張德培（Michael Chang）                     | 斯特凡·埃德贝里（Stefan Edberg）                | 6–1、3–6、4–6、6–4、6–2                  |
| 1990 | 安德烈·戈梅兹（Andrés Gómez）               | 安德烈·阿加西（Andre Agassi）                   | 6–3、2–6、6–4、6–4                       |
| 1991 | 吉姆·考瑞尔（Jim Courier）                  | 安德烈·阿加西 (2)                               | 3–6、6–4、2–6、6–1、6–4                  |
| 1992 | 吉姆·考瑞尔 (2)                             | 佩特·科尔达（Petr Korda）                       | 7–5、6–2、6–1                            |
| 1993 | 塞爾希·布魯格拉（Sergi Bruguera）           | 吉姆·考瑞尔（Jim Courier）                      | 6–4、2–6、6–2、3–6、6–3                  |
| 1994 | 塞爾希·布魯格拉 (2)                         | 阿爾貝托·貝拉薩特吉（Alberto Berasategui）      | 6–3、7–5、2–6、6–1                       |
| 1995 | 托馬斯·穆斯特（Thomas Muster）              | 張德培（Michael Chang）                         | 7–5、6–2、6–4                            |
| 1996 | 耶夫格尼·卡费尔尼科夫（Yevgeny Kafelnikov） | 米夏埃尔·施蒂希（Michael Stich）                | 7–6(7–4)、7–5、7–6(7–4)                  |
| 1997 | 古斯塔沃·库尔滕（Gustavo Kuerten）          | 塞爾希·布魯格拉（Sergi Bruguera）               | 6–3、6–4、6–2                            |
| 1998 | 卡洛斯·莫亚（Carlos Moyá）                  | 亚历克斯·科雷查（Alex Corretja）                | 6–3、7–5、6–3                            |
| 1999 | 安德烈·阿加西（Andre Agassi）               | 安德烈·奧列戈維奇·梅德維傑夫（Andrei Medvedev） | 1–6、2–6、6–4、6–3、6–4                  |
| 2000 | 古斯塔沃·库尔滕 (2)                         | 马格努斯·诺曼（Magnus Norman）                  | 6–2、6–3、2–6、7–6(8–6)                  |
| 2001 | 古斯塔沃·库尔滕 (3)                         | 亚历克斯·科雷查 (2)                             | 6–7(3–7)、7–5、6–2、6–0                  |
| 2002 | 阿尔韦特·科斯塔（Albert Costa）             | 胡安·卡洛斯·费雷罗（Juan Carlos Ferrero）       | 6–1、6–0、4–6、6–3                       |
| 2003 | 胡安·卡洛斯·费雷罗（Juan Carlos Ferrero）   | 馬汀·佛寇克（Martin Verkerk）                   | 6–1、6–3、6–2                            |
| 2004 | 加斯顿·高迪奥（Gastón Gaudio）              | 基列莫·科里亚（Guillermo Coria）                | 0–6、3–6、6–4、6–1、8–6                  |
| 2005 | 拉斐爾·拿度（Rafael Nadal）                 | 馬里亞諾·普埃爾塔（Mariano Puerta）             | 6–7(6–8)、6–3、6–1、7–5                  |
| 2006 | 拉斐爾·拿度 (2)                             | 罗杰·费德勒（Roger Federer）                    | 1–6、6–1、6–4、7–6(7–4)                  |
| 2007 | 拉斐爾·拿度 (3)                             | 罗杰·费德勒 (2)                                 | 6–3、4–6、6–3、6–4                       |
| 2008 | 拉斐爾·拿度 (4)                             | 罗杰·费德勒 (3)                                 | 6–1、6–3、6–0                            |
| 2009 | 罗杰·费德勒（Roger Federer）                | 罗宾·索德林（Robin Söderling）                  | 6–1、7–6、6–4                            |
| 2010 | 拉斐爾·拿度 (5)                             | 罗宾·索德林 (2)                                 | 6–4、6–2、6–4                            |
| 2011 | 拉斐爾·拿度 (6)（Rafael Nadal）             | 罗杰·费德勒 (4)                                 | 7–5、7–6(7–3)、5–7、6–1                  |
| 2012 | 拉斐爾·拿度 (7)                             | 諾瓦克·喬科維奇（Novak Djokovic）               | 6–4、6–3、2–6、7–5、                     |
| 2013 | 拉斐爾·拿度 (8)                             | 大卫·费雷尔（David Ferrer）                     | 6–3、6–2、6–3                            |
| 2014 | 拉斐爾·拿度 (9)                             | 諾瓦克·喬科維奇 (2)                             | 3–6、7–5、6–2、6–4,                      |
| 2015 | 斯坦·瓦林卡（Stan Wawrinka）                | 諾瓦克·喬科維奇 (3)                             | 4–6、6–4、6–3、6–4                       |
| 2016 | 諾瓦克·喬科維奇（Novak Djokovic）           | 安迪·穆雷（Andy Murray）                        | 3–6、6–1、6–2、6–4                       |
| 2017 | 拉斐爾·拿度 (10)                            | 斯坦·瓦林卡（Stan Wawrinka）                    | 6–2、6–3、6–1                            |
| 2018 | 拉斐爾·拿度 (11)                            | 多米尼克·蒂姆（Dominic Thiem）                  | 6–4、6–3、6–2                            |
| 2019 | 拉斐爾·拿度 (12)                            | 多米尼克·蒂姆 (2)                               | 6–3、5–7、6–1、6–1                       |
| 2020 | 拉斐爾·拿度 (13)                            | 諾瓦克·喬科維奇 (4)                             | 6–0、6–2、7–5                            |
| 2021 | 諾瓦克·喬科維奇 (2)                         | 斯特凡诺斯·齐齐帕斯（Stefanos Tsitsipas）       | 6–7(6–8)、2–6、6–3、6–2、6–4             |
| 2022 | 拉斐爾·拿度 (14)                            | 卡斯珀·魯德（Casper Ruud）                      | 6–3、6–3、6–0                            |
| 2023 | 諾瓦克·喬科維奇 (3)                         | 卡斯珀·鲁德 (2)                                 | 7-6(7-1)、6-3、7-5                       |
| 2024 | 卡洛斯·阿尔卡拉斯（Carlos Alcaraz）         | 亚历山大·兹韦列夫（Alexander Zverev）           | 6–3、2–6、5–7、6–1、6–2                  |
| 2025 | 卡洛斯·阿尔卡拉斯 (2)                       | 扬尼克·辛纳（Jannik Sinner）                    | 4–6、6–7(4–7)、 6–4、7–6(7–3)、7–6(10–2) |

### 法国网球公开赛其他賽事冠軍
- 法國網球公開賽男子雙打冠軍列表
- 法國網球公開賽女子單打冠軍列表
- 法國網球公開賽女子雙打冠軍列表
- 法國網球公開賽混合雙打冠軍列表

### 其他大滿貫賽事男子雙打冠軍
- 澳洲網球公開賽男子單打冠軍列表
- 溫布頓網球錦標賽男子單打冠軍列表
- 美國網球公開賽男子單打冠軍列表